# خربة العمور
خربة العُمور، قرية فلسطينية مهجرة (قضاء القدس). هُجرت على يد القوات العسكرية الصهيونية في تاريخ 21 تشرين أول من عام 1948.

## القرية تاريخيًّا وجغرافيًّا
قامت خربة العمور على نجد صغير في السفح الجنوبي لأحد الجبال مواجهة الجنوب، حيث كان وادي الغدير يمتدّ من الشرق إلى الغرب عند أسفل ذلك الجبل. كما كان ثمة سلسلة جبلية تفصل أراضي القرية عن أراضي قرية دير عمرو. بالإضافة لذلك، كانت طرق ترابية تصل خربة العُمور بطريق القدس- يافا العام، الذي كان يمرّ على مسافة قصيرة إلى الشمال منها. كما كانت طرق ترابية أخرى تصلها بالقرى من خربة تعود بقاياها إلى أيام البيزنطيين على الأرجح. في أواخر القرن التاسع عشر وصفت خربة العُمور بأنّها مزرعة صغيرة. كانت القرية على شكل مستطيل، منازلها مبنية بالحجارة وكان شارعان رئيسيان يتقاطعان وسطها ويقسمانها أربعة أقسام.

## احتلال القرية وتطهيرها عرقيًّا
احتلت القرية في 21 تشرين الأول\ أكتوبر 1948، معنى هذا أنّها سقطت في قبضة لواء «هرئيل» الإسرائيلي في سياق عملية «ههار». ليس هناك معلومات أكيدة عن احتلال هذه القرية تحديدًا، لكنّ المؤرخ الإسرائيلي بني موريس يذكر أنّ جُملة الذين هجروا في هذه العملية يقدّرون بالآلاف، ضرب بعضهم الخيام مدة أسابيع في الأودية المجاورة إلى أن أجبرتهم القوات الإسرائيلية على الرحيل.

## القرية اليوم
تتناثر أطر النوافذ، الأبواب والأنقاض الحجرية في أرجاء الموقع، نبت فوقها الأعشاب البرية حتى حجبتها أو كادت. ولا يزال بعض المصاطب الحجرية ظاهرًا. بالإضافة لذلك، ينبت الصبّار في الطرفين الشرقي والشمالي للقرية، بينما ينبت شجر اللوز، الزيتون، التين والسرو في موقع القرية نفسه وفي الأراضي الممتدة إلى الجنوب منه. كما تغطي الأعشاب والتراب مقبرة القرية، الواقعة إلى الجنوب منه، لكنّ قبورًا عدة لا تزال مرئية ومثلها الشواهد المنصوبة فوق كل منها. ولا تزال عين العمور والبنية المحيطة بها باديتين للعيان.

## المستعمرات الإسرائيلية على أراضي القرية
أسست مستعمرة «غفعات يعاريم» على أراضي القرية في سنة 1950.